# Get Scared
Get Scared è un gruppo post-hardcore statunitense formato a Layton, Utah nel 2008. Nel 2019 hanno effettuato un'interruzione del gruppo.
Hanno realizzato il loro primo EP Cheap Tricks and Theatrics nel 2009, seguito da Cheap Tricks and Theatrics B-Sides un anno dopo. Un altro EP, Get Scared, viene pubblicato nel 2010, con le canzoni Voodoo (che è una versione rivisitata di If She Only Knew Voodoo Like I Do contenuta nel primo EP, Cheap Tricks and Theatrics), Deepest Cut e Sarcasm (una versione rivisitata di Setting Yourself Up for Sarcasm contenuta in Cheap Tricks and Theatrics) con la collaborazione di Craig Mabbitt.
Pubblicano il loro album di debutto full-length, Best Kind of Mess, il 12 luglio 2011. Nicholas Matthews viene rimpiazzato da Joel Faviere nel 2011. Faviere pubblica solo un EP con i Get Scared, Built For Blame, Laced With Shame nel 2012, ma viene cacciato dalla band e subentra di nuovo Nicholas Matthews nel 2012. Con Nicholas Matthews, pubblicano un altro album, Everyone's Out To Get Me, l'11 novembre 2013. Nel frattempo, appaiono nell'album compilation Punk Goes 90s 2, con la cover di una hit di Lit, My Own Worst Enemy il 1 aprile 2014. Sono stati presenti al 2014 Vans Warped Tour. Hanno pubblicato il loro terzo album il 30 ottobre 2015, di nome Demons. Il 19 aprile 2019, dopo l'annuncio della pausa del gruppo, è stato pubblicato il loro quarto album, The Dead Days.

## Storia del gruppo

### Formazione eBest Kind of Mess(2008-2011)
Prima di formare la band, Nicholas Matthews, Johnny Braddock, Bradley Iverson e Warren Wilcock erano tutti in band differenti. Si riunirono tutti e quattro e pubblicarono da soli il loro primo EP, Cheap Tricks and Theatrics.
Durante l'estate del 2010, la band partecipa al Sacred Ceremony tour, pubblicizzato dalla Hot Topic, con i Black Veil Brides e i Vampires Everywhere!. Questo li aiuta molto, perché promuove significativamente la loro musica. Nel 2011, pubblicano il loro primo full-length album Best Kind of Mess, che è il loro primo album sotto la Universal Motown Records. L'album contiene due remake di canzoni precedenti, ovvero Setting Yourself Up for Sarcasm e If She Only Knew Voodoo Like I Do, abbreviati in Sarcasm e Voodoo.
Successivamente, la band partecipa in alcuni tour, come per esempio il The Dead Masquerade Tour (con gli Escape the Fate, Alesana, Drive A e Motionless in White), a cui partecipano da gennaio fino al marzo del 2011, e all'Horror Nights Tour partecipano all'headliner insieme agli Aiden, agli Eyes Set To Kill, Dr. Acula, Vampires Everywhere!, e agli Escape the Fate (che però partecipano solo ad alcune date) durante l'estate del 2011.

### Everyone's Out to Get Me(2012–2014)
Il 30 novembre 2011, la band annuncia che Matthews avrebbe lasciato la band. Dichiararono che Matthews voleva provare più generi nella sua carriera musicale, e che era una grande sorpresa per tutta la band. Nello stesso messaggio, annunciano anche che avrebbero tenuto delle audizioni per un nuovo cantante. La band posticiperà tutte le date del tour fino a quando non troverà un sostituto di Matthews.
La band rientra nella sala registrazione con il nuovo vocalista il 28 dicembre 2011. Nonostante non si sapesse effettivamente chi fosse il sostituto di Matthews, girava voce che il nuovo vocalista sarebbe stato il cantante dei Dear Chandelier, Joel Faviere. I sospetti sarebbero derivati dai tweet mandati da Faviere e alcuni dei Get Scared su Twitter. Successivamente viene reso pubblico che Faviere sarebbe diventato il nuovo vocalista principale. La band accoglie anche un nuovo chitarrista, Adam Virostko, a settembre del 2012, per suonare al The Pizza Party Tour con i Dead Rabbits. Virostko diventa un membro ufficiale il 21 novembre 2012. Joel Faviere rimane il cantante dei Get Scared per poco: infatti Matthews ritorna il 19 novembre 2012. Solo un EP, Built for Blame, Laced With Shame, viene commercializzato durante il periodo in cui Faviere fa parte della band.
Il 5 giugno 2013 i Get Scared dichiarano di essere sotto l'etichetta Fearless Records, e che distribuiranno un album durante l'autunno. Il 21 giugno, pubblicano una canzone chiamata At My Worst su YouTube. Una nuova canzone viene pubblicata su Twitter, senza alcun annuncio riguardante il nuovo album. Questa canzone, For You, fa parte dell'album.
ll 18 settembre, la band annuncia che il loro secondo studio album si sarebbe chiamato, Everyone's Out To Get Me, e sarebbe stato pubblicato l'11 novembre sotto la Fearless Records. Insieme alla data, rivelano anche la tracklist e pubblicano anche una preview di un nuovo singolo, Told Ya So, estratto dall'imminente album, e pubblicato il 24 settembre 2013.
Il primo gennaio, la Fearless Records pubblica un video dove annuncia le band che avrebbero registrato degli album nel 2014. Svela anche l'album compilation Punk Goes 90s 2 , dove i Get Scared appariranno con la cover di My Own Worst Enemy (originariamente dei Lit).

### Demons(2015)
La band annuncia che un terzo album in studio, dal nome Demons, sarebbe stato pubblicato il 30 ottobre. Il primo settembre Get Scared promuovono il loro nuovo singolo Buried Alive da Demons, con un teaser di 15 secondi. Il 3 settembre, la track completa viene pubblicata come singolo, disponibile su iTunes e Amazon.
Il secondo singolo, con il titolo di Suffer viene pubblicato il 2 ottobre. 20 giorni dopo, un terzo singolo, R.I.P., viene pubblicato su iTunes, sul nuovo Apple Music. L'album viene ufficialmente pubblicato il 30 ottobre.

### The Dead Dayse l'interruzione (2018-2019)
La band rientra in studio nel novembre del 2017 con il produttore Kris Cummett per registrare il loro quarto album. L'album doveva essere inizialmente pubblicato durante il 2018 con il nome di The Dead Days. Il 9 gennaio dell'anno successivo il chitarrista Johnny Braddock annuncia l'interruzione della band poiché il vocalist Nicholas Matthews è in guarigione da dipendenza da eroina, affermando inoltre che il quarto album verrà comunque pubblicato in futuro.
Il 10 aprile, il chitarrista del gruppo Johnny Braddock annuncia che l'album precedentemente registrato verrà pubblicato il 19 aprile. Il 18 aprile, viene pubblicata The Dead Days, mentre il successivo 19 aprile viene pubblicato l'omonimo album completo dalla Fearless Records.

## Formazione

### Ultima formazione
- Nicholas Matthews - voce (2008-2011, 2012-2019)
- Johnny Braddock - chitarra solista, voce (2008–2019)
- Bradley "Lloyd" Iverson - basso (2011-2012; 2012–2019), voce (2008–2019); chitarra ritmica (2008-2012)
- Dan Juarez - batteria, percussioni (2009–2019)
- Adam Virostko - chitarra ritmica (2012–2019)

### Ex componenti
- Warren Wilcock - batteria, percussioni (2008)
- Logan V. - basso (2008-2009)
- Joel Faviere - voce (2012)
- R.J. Meza- basso (2009-2010)

### Ex-Turnisti
- TJ Bell - basso (2011-2012)

## Discografia

### Album
- 2011 – Best Kind of Mess
- 2013 – Everyone's Out to Get Me
- 2015 – Demons
- 2019 – The Dead Days

### EP
- 2009 – Cheap Tricks and Theatrics
- 2010 – Get Scared
- 2011 – Cheap Tricks and Theatrics: B-Sides
- 2012 – Built for Blame, Laced with Shame

### Singoli
- 2010 – Sarcasm
- 2011 – Fail
- 2011 – Whore
- 2012 – Cynical Skin
- 2012 – Built for Blame
- 2012 – Don't You Dare Forget the Sun
- 2013 – Told Ya So
- 2013 – Badly Broken
- 2014 – My Own Worst Enemy
- 2015 – Buried Alive
- 2015 – Suffer
- 2015 – R.I.P